# Mutter (Wort)

US-Propagandaplakat im Ersten Weltkrieg: Rotkreuzschwester als „Größte Mutter“ (1917)

Das Wort Mutter ist als Bezeichnung der biologischen, rechtlichen oder sozialen Mutter eines der fundamentalen Wörter vieler Sprachen.

## Stammwortmater
Das indogermanische Stammwort *mātér- ist der Ursprung für die heutige Bezeichnung der Mutter in den meisten indoeuropäischen Sprachen. Aus der lateinischen und altgriechischen Form (māter, Genitiv mātris beziehungsweise μήτηρ mḗtēr) leiten sich viele Fremd- und Lehnwörter der deutschen Sprache ab.
Ebenso werden auch heute noch in vielen Kulturen ähnliche Worte für „Himmel“ und „Mutter“ verwendet.
Beispiele:
- Matrix (lateinisch für „Muttertier, Stammmutter, Gebärmutter“; Medizin, Mathematik, Physik, Chemie, Genetik u. a.)
- Matrize, Mater (Druckform)
- Alma Mater „nährende Mutter“ (Universität)
- Materie, materiell
- Material (von lateinisch māteriālis, von māteria/māteriēs)
- Matriarchat
- Matrikel (von lateinisch mātrīcula), Immatrikulation (Einschreibung an einer Universität)
- Madrigal (Literatur) oder Madrigal (Musik) (eine musikalische oder literarische Form)

## Anrede
Die Anrede für die Mutter ist regional unterschiedlich. Die häufigsten Formen im deutschen Sprachraum sind „Mama“, „Mami“ und „Mutti“. Kinder, aber auch viele Erwachsene verwenden diese Wörter häufig anstelle des Namens, wenn sie die eigene Mutter anreden (siehe auch: Kindersprache). In früheren Zeiten war es in Kreisen des Bürgertums durchaus üblich, dass Kinder ihre Mutter mit Frau Mama ansprachen. Heute ist dies unüblich.
Das Wort „Mama“ oder ähnliche Formen gibt es, ähnlich wie Papa, weltweit in fast allen Sprachen. Weil die Silbe ma durch bloßes stimmhaftes Öffnen des Mundes entsteht und bereits für einen Säugling sehr leicht auszusprechen ist, ist es auch häufig das erste Wort, das Menschen lernen. Die weite Verbreitung wird auch mit einer gemeinsamen Herkunft des Wortes aus einer Ursprache erklärt, in der es schon für den Begriff Mutter gestanden haben könnte. Die Herkunft des Wortes Mama aus dieser Ursprache kann jedoch nicht bewiesen werden, weil aus den Zeiten der Sprachentstehung keine Sprachäußerungen überliefert sind.

## Kulturell
- Mater Dolorosa (schmerzensreiche Mutter) bezeichnet Maria, die Mutter Jesu, unter dem Kreuz.
- Matres war eine Bezeichnung für die Beten, die Dreiheit der keltischen Schicksalsgöttinnen.
- Matri (Mütter) werden im asiatischen Tantra alle hilfreichen weiblichen Geister bezeichnet.
- Matriarchat (von lateinisch mater „Mutter“, und altgriechisch ἀρχή archḗ „Beginn, Ursprung“, auch „Herrschaft“), als „Frauen-orientierte Gesellschaftsform“ Gegenstand der Matriarchatsforschung.
- Matrikadevis ist eine Bezeichnung aus dem indischen Hinduismus für die Urmatriarchinnen, die die Stämme der Ahnen verwalteten.
- Matrikamantra ist im Hinduismus das Schöpferwort Om, mit dessen Klang die Urmutter das Universum hervorbrachte.
- Matrikel ist ein öffentliches Verzeichnis, besonders an Universitäten, und leitet sich von lateinisch matricula (matrix „Stamm-Mutter“) ab. Diese Bedeutung geht zurück auf das Metroion von Athen, dem Tempel der Muttergottheit Kybele, in dem das Staatsarchiv aufbewahrt wurde.
- Matrix (Mutterin: mater mit zusätzlicher weiblicher Endung), die gnostische, hermetische oder magische Bezeichnung für den Leib der Mutter, ist eine redundante Form (doppelt-gemoppelt).
- Matronalia war ein hoher Festtag, den die Römerinnen im Frühling feierten.
- Matrone (von lateinisch matrona, der römischen Ehefrau), verallgemeinert für „ältere, würdevolle Frau“, später auch abfällig für „ältere füllige Frau“.
- Matronensteine (auch von matrona): Weihesteine für keltisch-römisch-germanische Muttergottheiten, den Matronae oder Matres (oft mit einem Beinamen).
- Metropole (Zentrum, Hauptstadt) ist aus dem altgriechischen μητρόπολις mētrópolis „Mutterstadt“ entlehnt (von altgriechisch μήτηρ mḗtēr „Mutter, Ursprung, Quelle“ und πόλις pólis „Stadt“). Im bildlichen Sprachgebrauch wurde das Verhältnis des Stadtstaates zu seinen Kolonien wohl wegen des femininen polis analog zum Bild von „Mutter und Tochter“ gesehen.
- Mutter Kirche (lateinisch Mater ecclesia): Im Sprachgebrauch der römisch-katholischen Kirche verwendete Formulierung (vergleiche die Enzyklika Cum sancta mater ecclesia von Papst Pius IX. und Apostolische Konstitution Provida mater ecclesia)

## In anderen Sprachen

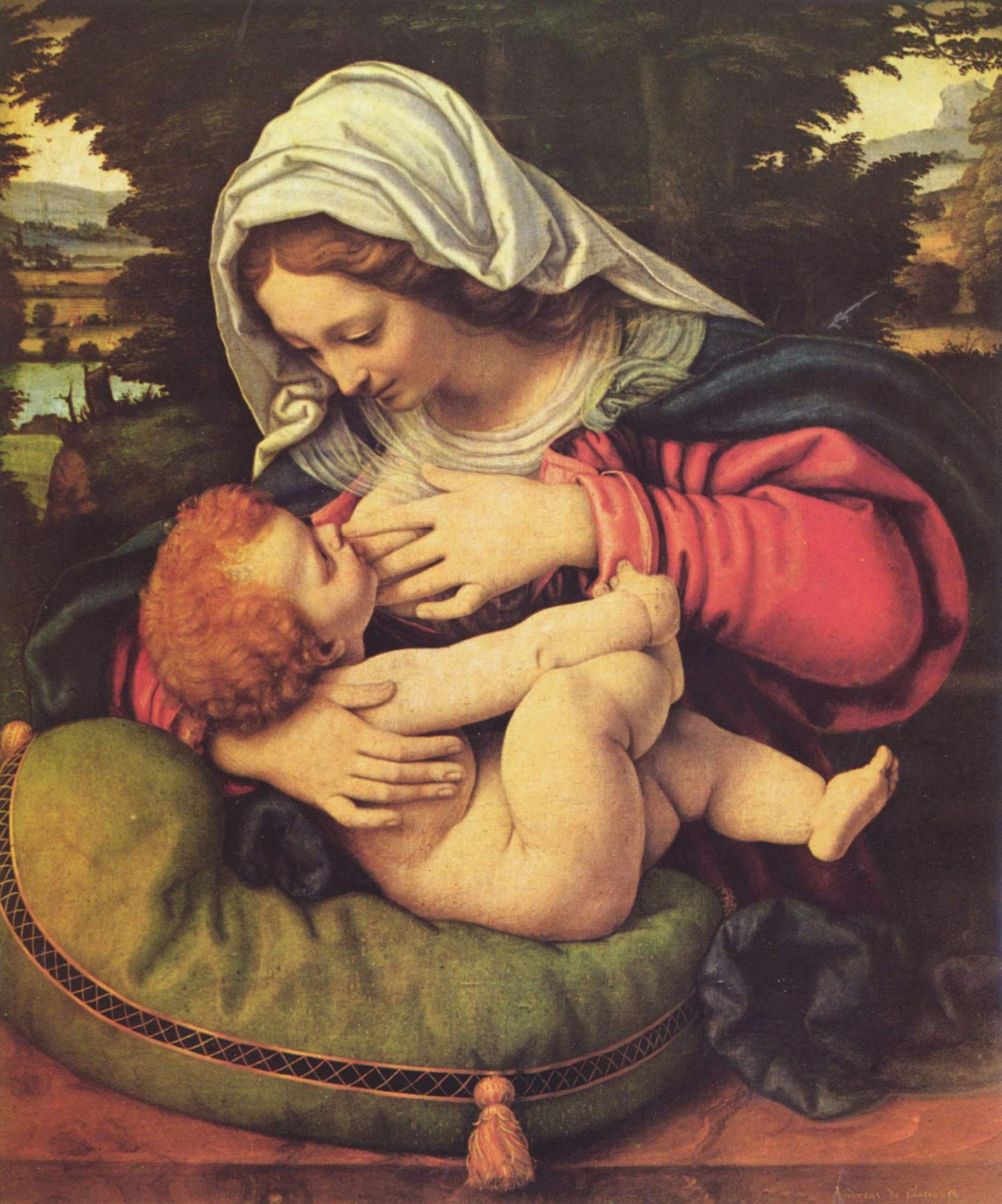
Stillende Mutter im Gemälde Madonna mit dem grünen Kissen (Andrea Solari, um 1507)

### Indogermanische Sprachen
- altgriechisch: μητήρ mḗtēr
  - neugriechisch: μητέρα mitéra oder μάνα mána
- lateinisch: mater, matrix, mamma
- in romanischen Sprachen (aus dem Latein stammend):
  - französisch: mère
  - spanisch: madre
  - rumänisch: mamă
- in slawischen Sprachen:
  - bulgarisch: majka майка
  - russisch: мать mat
  - tschechisch: matka, matinka
  - slowakisch: matka, mamka
  - polnisch: matka
  - serbokroatisch: мајка majka
    - bosnisch, kroatisch: majka
- albanisch: matrice „Mutterleib“
- persisch: مادر mādar
- angelsächsisch oder alt-englisch: modor
- alt-irisch: mathir
- alt-indisch: matar
- Sanskrit: matr

### Nicht-indogermanische Sprachen
- arabisch: أم umm
- hebräisch: אם êm
- chinesisch: 母 mǔ, 母親 / 母亲 mǔqin, 媽媽 / 妈妈 māma
- finnisch: emämaa „Mutterland“
- Quechua: mama
- thailändisch: แม่ mae
- türkisch: Anne, Ana
- ungarisch: anya
- vietnamesisch: mẹ
- japanisch: (お)母さん (O)kāsan, 母(親) Haha(oya)

## Metapher
Im übertragenen Sinne bezeichnet Mutter die Gründerin einer Organisation oder Denkrichtung, so ernannte man die Zarin Katharina II. (Russland) zur „Mutter des Vaterlandes“, oder Susanna Wesley als „Mutter des Methodismus“ (siehe auch Stammmutter).
Mütterchen Russland (russisch Матушка Россия) ist eine nationale Personifikation Russlands.

## Redewendungen
- Abfällig ist die Redewendung Muttersöhnchen für Männer, die stark an ihre Mutter gebunden, also unselbstständig sind.
- Mutter wird auch als ehrender Titel verwendet, so z. B. bei Muttergottes, Queen Mum oder in anderer Form bei Mutter Teresa.
- Die bedeutendsten Verwendungen findet das Wort sicherlich in Verbindung mit Mutter Erde und Muttersprache.
- Der Ausdruck „Mutter aller …“ bezeichnet umgangssprachlich in verschiedenen Sprachen oft eine besonders große Sache oder etwas, von denen kleinere Dinge abstammen könnten, z. B. Mutter aller Schlachten, umgangssprachlich Mutter aller Bomben.
- Eine ähnliche Verwendung hat der Begriff Mutter in Mutterschiff.
- Während bis in die 1970er Jahre eine nur erziehende Mutter als Berufsbezeichnung noch ohne Beruf angab, wurde später Hausfrau und Mutter einer Berufsbezeichnung gleichgestellt. Im Jahr 2007 wertete ein Werbeslogan mit dem Satz Ich leite ein kleines erfolgreiches Familienunternehmen den Mutterstand gesellschaftlich auf.